# Luislinda Valois
Luislinda Dias de Valois Santos (Salvador, 20 de enero de 1942) es una jurista, magistrada y política brasileña. Afiliada al PSDB, fue ministra de Derechos Humanos de Brasil. Fue la primera jueza negra del país, desembargadora (jueza de apelación en segunda instancia) del Tribunal de Justicia de Bahía.

## Biografía
Hija de Luiz de Valois, un conductor de tranvía y de Lindaura Dias, una lavandera y nieta de esclavos, sufrió en la infancia el prejuicio racial, circunstancia que le inspiró para luchar por la justicia social. Cuenta como anécdota que un profesor, a la vista del material precario que llevaba, habría dicho: “Niña, deje de estudiar y vaya a aprender a hacer haciendas a casa de los blancos”. Ella lloró, pero le respondería con estas palabras: “Voy es ser jueza y le prenderé”.
Estudió Teatro y Filosofía antes de formarse en Derecho en la Universidad Católica del Salvador (UCSAL).
Fue procuradora general del Departamento Nacional de Carreteras de Rodagem (DNER), hoy Departamento Nacional de Infraestructura de Transportes (DNIT), y más tarde pasó un concurso oposición para la Abogacía General de la Unión (AGU).
Se hizo jueza, en 1984, haciéndose famosa por el uso de collares de su religión animista, el candomblé, en sus audiencias. Fue autora de la primera sentencia de condena por racismo en el país, en 1993. Creó, en 2003, el proyecto "Balcão de Justiça e Cidadania", para resolución de conflictos en áreas pobres de Salvador.
En 2009, publicó el libro O negro no século XXI. En 2011, fue promovida, por antigüedad, la desembargadora del Tribunal de Justicia de Bahía (TJ-BA), jubilándose algunos meses después.

## Actividad política
En 2013, entró en la carrera política, afiliándose al Partido de la Social Democracia Brasileña (PSDB). En el Gobierno Michel Temer, fue indicada en junio de 2016 para ocupar la Secretaría de Promoción de la Igualdad Racial, estructura subordinada al Ministerio de Justicia, y actualmente es ministra de Derechos Humanos de Brasil. En efecto, el día 2 de febrero de 2017, fue anunciada ministra de los Derechos Humanos, tomando posesión en el cargo el día siguiente.

## Distinciones
Al largo de la carrera, recibió diversos premios, algunos relacionados con los proyectos que creó. En 2011, fue premiada con la Camélia da Libertade, en reconocimiento a personalidades que promueven acciones de inclusión social para personas de origen afrobrasileño.